# Historia Roderici

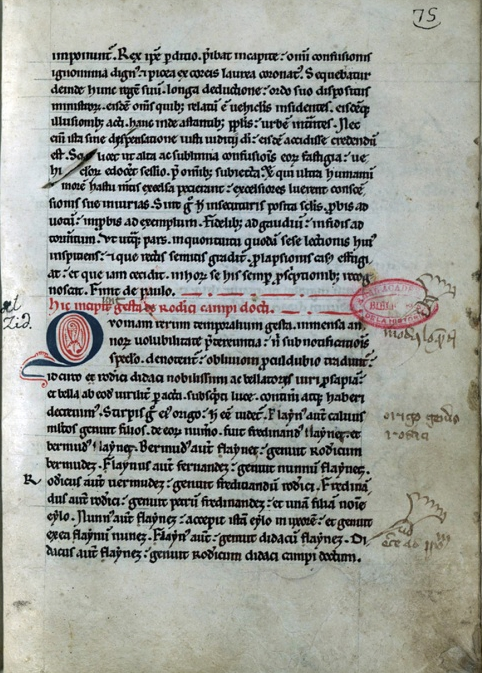
Het originele manuscript.

Historia Roderici, origineel Roderici Campidocti, is een biografische kroniek over Rodrigo Diaz de Vivar beter bekend als El Cid, in het Latijn geschreven uit de twaalfde eeuw. 

## Datering
Een precieze datering is niet goed mogelijk maar de Historica is volgens sommige geleerden waarschijnlijk tussen 1181 en 1190 geschreven, door een auteur uit het gebied van La Rioja, vermoedelijk met een link naar het klooster van Santa Maria de Nájera. Het werk is de oudste bekende biografie van el Cid en vormt de basis van de huidige kennis over zijn figuur. Het wordt beschouwd als de belangrijkste bron over deze Castiliaanse ridder

## Oorsprong
De tekst bevat uitdrukkingen als absolutio et concessio (daterend uit de regeerperiode van Alfonso VIII  van Castilië) en in paternalis iuris sorte, een uitdrukking die voor het eerst verschijnt rond 1190. De auteur kende latijn en is daarom vermoedelijk een geestelijke met juridische kennis gezien het taalgebruik en was mogelijk belast met het opstellen van de documenten voor de adel. Misschien gerelateerd aan de kanselarij van Sancho VI van Navarra.  Het werk zou de bron van Cantar de Mio Cid kunnen zijn, hoewel beide werken lijken te putten uit dezelfde orale tradities. De auteur baseerde zich waarschijnlijk op een overlevering van iemand uit de omgeving van Rodrigo Diaz, die een directe waarnemer was van de gebeurtenissen die worden beschreven.

## Structuur
Door geleerden uit de huidige tijd is een indeling in hoofdstukken gemaakt, die in de originele tekst niet voorkomt.
- De hoofdstukken 1-6 vertellen summier de eerste dertig jaren van het leven van Rodrigo tot zijn huwelijk met Jimena Diaz in 1074.
- De hoofdstukken 7-24 gaan meer detail in op de heldendaden van Rodrigo in zijn eerste ballingschap en zijn dienstverband voor de Taifa-koning van Zaragoza Al-Mutamán. (1081 -1086)
- De volgende drie hoofdstukken beschrijven in het kort de gebeurtenissen die plaatsvonden tussen 1086 en 1088: zijn terugkeer naar Castilië en de verzoening met koning Alfonso VI.
- De hoofdstukken tussen 28 en 64 vertellen over de tweede ballingschap van de Cid van 1089 tot de verovering van Valencia (1094).
- Tot slot hoofdstukken 65-75 beschrijven de gebeurtenissen tussen 1097 en 1099, het jaar van overlijden van de Campeador.
- Het werk eindigt met een epiloog, met de hoofdstukken 76 en 77, die het verhaal tot aan de overgave van Valencia aan de Almoraviden in 1102 vertellen.

Naast de twee genoemde werken is er nog een derde werk over El Cid. Carmen Campidoctoris of te wel "het lied van de Campeador".